# Jänissaari (ö i Finland, Birkaland, Tammerfors, lat 62,03, long 23,37)
Jänissaari är en ö i Finland. Den ligger i sjön Aurejärvi och i kommunen Ylöjärvi i den ekonomiska regionen Tammerfors och landskapet Birkaland, i den sydvästra delen av landet, 220 km norr om huvudstaden Helsingfors. Öns area är 7,7 hektar och dess största längd är 0,5 kilometer i sydväst-nordöstlig riktning.